# 秘密の動物誌
『秘密の動物誌』（ひみつのどうぶつし、Fauna Secreta）とは、1991年12月に筑摩書房より刊行されたサブカルチャー書籍である。著者はジョアン・フォンクベルタ(w:Joan Fontcuberta)、ペレ・フォルミゲーラ(Pere Formiguera)で、1984年に制作開始。日本語版の翻訳は管啓次郎で監修に荒俣宏が参加している。ISBN 4-480-87154-3。

## 概要
「世界各地に生息する珍獣・幻獣を多数採取し、膨大な観察記録を残したのち謎の失踪を遂げた動物学者、ペーター・アーマイゼンハウフェン博士の資料が発見された」と銘打ち数々の常識ではありえない生物（翼の生えたライオン・空を飛ぶゾウなど）の生態写真や解剖図などを紹介。本文・写真・データ・状況設定などは非常にリアルであり、ペーター・アーマイゼンハウフェン博士の生い立ちなども詳しく紹介されているが、これらは著者による創作である。
なお、著者フォンクベルタとフォルミゲーラは「本書の内容はフィクションである」とは書いていないが、製作ノートにおいて「現実とフィクション、自然界と想像界とは隔てる、曖昧な境界線への旅を、ぼくらははじめた」と記している。「秘密の動物誌」の当初の創作目標は「写真ドキュメントの説得力の薄弱さをしめすこと」であったが「科学的言説、認識形成メカニズムに潜む技術や策略をも考え直してみようということ」を提案している、としている。

## 主な掲載動物
ソレノグリファ・ポリポディーダ（Solenoglypha Polipotida, 和名：ダソククサリヘビ）
脊索動物門爬虫類。インド南部タミルナドゥ州に生息。外見上は蛇だが、6対12本の鶏に似た脚がついており、この脚を使って俊敏に活動する。捕食時には捕食した動物に消化液の一部を吐き出し、消化液の効果が現れるまでの間「グロブ・ト」という鳴声を発する。
ペロスムス・プセウドスケルス（Perosomus Pseudoscelus, 和名：ニセワルモノモリウサギ）
脊索動物門哺乳類。ボヘミアのチェスカ・ベラに生息。外見はウサギに近いが鋭い牙を持ち、大型昆虫を捕食する。毎日30回交尾をし、その際雄は奇妙な哀愁を漂わせたメロディーのある鳴き声を発する。
コック・バシロサウルス（Koch Basilosaurus, 和名：クナシリシンカイオオトカゲ）
脊索動物門爬虫類。北海道根室海峡に生息。バシロサウルスに似ている。体長18メートル。蛇類と似た骨格を有し雑食性。
ケンタウルス・ネアンデルタレンシス（Centaurus Neandertalensis, 和名：ネアンデルタールケンタウロス）
脊索動物門ホモ・ハビリス・サピエンス(?)。ウガンダのムバララ地区で発見。四本の足と二つの腕を持ち、ヒヒと馬を足したような姿をしている。学習能力と会話能力を持つ。